# 圓頭山
圓頭山又稱靈渡山，位於香港元朗以西，青山以北，屬青山靶場禁區範圍。海拔高375米。山勢頗為陡峭，尤其北脊，山徑嚴重風化，大致上為浮沙碎石地形。其東北麓建有一座約1,500多年歷史的靈渡寺。山頂四周無遮擋，可清晰遠眺天水圍、屯門、元朗及后海灣一帶景色。